# Aly Mallé
Aly Mallé (Bamako, 3 de abril de 1998) é um futebolista profissional malinês que atua como atacante. Atualmente, joga na Udinese.

## Carreira
Aly Mallé começou a carreira no Black Stars. Depois, foi vendido ao Watford por 800 mil euros. Foi emprestado por um ano ao Granada.